# Lyon Open
Lyon Open (også kendt som Open Parc Auvergne-Rhône-Alpes Lyon) var en tennisbegivenhed for mænd på ATP-touren afholdt i den franske by Lyon. Fra 2017 til 2024 var det en del af ATP 250-serien og blev spillet på udendørs grusbaner. Den blev fjernet fra 2025 ATP-kalenderen. 

## Resultater

### Singler
| År   | Vinder                            | Finalist                          | Score                             |
| ---- | --------------------------------- | --------------------------------- | --------------------------------- |
| 2017 | Jo-Wilfried Tsonga                | Tomáš Berdych                     | 7–6 (7–2), 7–5                    |
| 2018 | Dominic Thiem                     | Gilles Simon                      | 3–6, 7–6 (7–2), 6–1               |
| 2019 | Benoît Paire                      | Félix Auger-Aliassime             | 6–4, 6–3                          |
| 2020 | Ikke afholdt på grund af COVID-19 | Ikke afholdt på grund af COVID-19 | Ikke afholdt på grund af COVID-19 |
| 2021 | Stefanos Tsitsipas                | Cameron Norrie                    | 6–3, 6–3                          |
| 2022 | Cameron Norrie                    | Alex Molčan                       | 6–3, 6–7 (3–7), 6–1               |
| 2023 | Arthur Fils                       | Francisco Cerúndolo               | 6–3, 7–5                          |
| 2024 | Giovanni Mpetshi Perricard        | Tomás Martín Etcheverry           | 6-4, 1-6, 7-6 (9-7)               |

### Dobbelt
| År   | Vinder                                | Finalist                            | Score                    |
| ---- | ------------------------------------- | ----------------------------------- | ------------------------ |
| 2017 | Andrés Molteni Adil Shamasdin         | Marcus Daniell Marcelo Demoliner    | 6–3, 3–6, [10–5]         |
| 2018 | Nick Kyrgios Jack Sock                | Roman Jebavý Matwé Middelkoop       | 7–5, 2–6, [11–9]         |
| 2019 | Édouard Roger-Vasselin Ivan Dodig (1) | Ken Skupski Neal Skupski            | 6–4, 6–3                 |
| 2020 | Not held due to COVID-19              | Not held due to COVID-19            | Not held due to COVID-19 |
| 2021 | Hugo Nys Tim Pütz                     | Pierre-Hugues Herbert Nicolas Mahut | 6–4, 5–7, [10–8]         |
| 2022 | Austin Krajicek Ivan Dodig (2)        | Máximo González Marcelo Melo        | 6–3, 6–4                 |
| 2023 | Rajeev Ram Joe Salisbury              | Nicolas Mahut Matwé Middelkoop      | 6–0, 6–3                 |
| 2024 | Harri Heliövaara Henry Patten         | Albano Olivetti Yuki Bhambri        | 3–6, 7–6(7–4), [10–8]    |